# Aux confins de la Terre
Aux confins de la Terre (ou Uttermost part of the Earth en anglais) est un ouvrage d'Esteban Lucas Bridges publié en 1947. Le récit relate des moments de vie de fuégiens. Il est inspiré directement des souvenirs de Esteban Lucas Bridges qui a grandi en Terre de Feu et dont le père Thomas Bridges entretenait des relations étroites avec les populations autochtones.
À travers les différents récits, Esteban Lucas Bridges montre la richesse et la finesse des sociétés, cultures et modes de vie des populations fuégiennes. Sa description invalide les écrits antérieurs, notamment un de Charles Darwin, qui présentait les peuples autochtones de la Terre de Feu comme particulièrement primitif et peu évolué sur les plans culturel et social.
L'ouvrage n'est pas une description ethnographique des peuples fuégiens mais son ancrage concret, sa précision et son message d'ouverture aux autres cultures et mode de vie en font un ouvrage majeure et référence pour l'anthropologie de cette région.

## Description
Aux confins de la Terre est un ouvrage publié en 1947 par Esteban Lucas Bridges. Terminé en 1946, le livre est publié en langue anglaise à Londres chez l'éditeur Hodder & Stoughton sous le titre Uttermost part of the Earth.
Une traduction en langue française a été proposée par un éditeur belge.
L'ouvrage est inspiré de la vie d'Esteban Lucas Bridges mais également des notes contenues dans le journal de son père, le révérend Thomas Bridges,.

## Thématique
L'ouvrage est une collections d'histoires et de récits de différents individus et groupes fuégiens, notamment les ona,,. Aux travers des récits, Esteban Lucas Bridges dresse le portrait des cultures et modes de vue des populations fuégiennes. 
L'auteur Esteban Lucas Bridges a grandi et vécu au contact des populations fuégiennes,,. Son père Thomas Bridges a entretenu des relations étroites avec plusieurs groupes autochtones. Toutefois, sous l'impulsion de la colonisation de la Terre de Feu par les britanniques, les argentins et les chiliens, les populations fuégiennes disparaissent durant l'existence d'Esteban Lucas Bridges. Ce dernier assiste donc à la fin de ces cultures et de ces peuples. Ce thème de la disparition de populations et de leurs cultures transparaît en toile de fond de l'ouvrage. 

## Influence
Bien qu'Aux confins de la Terre ne soit pas un ouvrage ethnographique mais une collection de récits, il est considéré comme un ouvrage référence constitué d'une description détaillé, fiable et peu marquée par les préjugés des modes de vie et des cultures fuégiennes,,,.
L'ouvrage, précis, riche et fiable, prend le contrepied des descriptions précédentes des peuples fuégiens, notamment celle écrite par Charles Darwin,,. Ce dernier avait rencontré des fuégiens lors de son voyage sur le Beagle et en avait livré une description simpliste et peu flatteuse. Les autochtones étaient dépeints comme un peuple extrêmement primitif et dépourvu de structures sociales et culturelles complexes. À l'inverse, Esteban Lucas Bridges montre à travers ses descriptions la richesse et finesse des cultures et modes de vie fuégiens,.
Pour Jean Malaurie, l'ancrage du travail de Bridges dans sa vie et ses souvenirs concrets, dépourvu de toute visée théorique permet à l'auteur de capter les traits essentiels des cultures fuégiennes. Pour cet universitaire, l'une des qualités de l'ouvrage réside dans cette approche pratique et reposant sur une multiplicité de points de vue afin de mettre en lumière les spécificités cachées de certaines pratiques culturelles.
Inspiré directement des évènements de la période de disparition des populations et cultures fuégiennes, Aux confins de la Terre propose une lecture critique de la notion occidentale de progrès,. Confrontés aux évolutions proposées ou imposées par les différents colons britanniques, argentins ou chiliens, les peuples autochtones peinent à adapter leur structures sociales et certains modes de vie. Sur ce point, Jean Malaurie et d'autres auteurs poursuivent l'analyse et abordent le thème de l'ethnocide subit par les fuégiens sous le coup de cette pression occidentale,.
Aux confins de la Terre est une source d'inspiration majeure de l'ouvrage En Patagonie de Bruce Chatwin.

## Réception critique
Dès sa parution en 1947, Aux confins de la Terre a rencontré un grand succès. L'ouvrage reçoit un accueil critique grand public favorable, notamment du New-York Times. La réception dans le monde académique est également positive.